# Rosalinda (Ay, amor)
A Rosalinda vagy – a sorozatban – Ay, amor Thalía mexikói énekesnő ötödik kislemeze hetedik, Arrasando című stúdióalbumáról, amely az azonos című mexikói telenovella főcímzenéje volt. Romantikus dal, stílusa cumbia és latin pop keveréke. Szerzője és producere a kolumbiai Kike Santander, aki az En éxtasis albumról a Piel morena, valamint az előző, Amor a la mexicana című albumról a Por amor és a Mujer latina című slágereket is szerezte. Külön videóklip – ahogy általában a sorozat-betétdalok esetében – nem készült hozzá (bár sokan a sorozat főcímét tekintik annak).
| (spanyolul) «Ay, amor, quédate muy dentro Aquí está tu Rosalinda para vivir en tus sueños Ay, amor, que me estoy muriendo Es esta tu Rosalinda, que sólo quiere tus besos» | (magyarul)„Jaj, szerelem, maradj belül mélyen Itt van a te Rosalindád, hogy az álmaidban éljen Jaj, szerelem, belehalok Ez a te Rosalindád, akinek csak a csókjaid kellenek” |
| | |

A dal főként Spanyolországban aratott nagy sikert, ahol Thalía több fellépésen is elénekelte. Latin-Amerikában – talán a telenovella mexikói bukásának köszönhetően – nem volt annyira népszerű, a Billboard Top Latin Songs slágerlistáján mindössze a 46., a Latin Pop Songs listán pedig a 23. helyig jutott.
Rezesbanda-változatban is felvették, amely a Thalía con banda – grandes éxitos albumon jelent meg.